# برایان هربینسون
برایان هربینسون (انگلیسی: Brian Herbinson؛ زادهٔ ۲۵ نوامبر ۱۹۳۰) سوارکار اهل کانادا است.
وی در مسابقات کشوری و بین‌المللی در مجموع برندهٔ ۱ مدال طلا، ۱ مدال برنز شده‌است.